# Axel Witsel
Axel Witsel (prononcé en français : [witsɛl]), né le 12 janvier 1989 à Liège en Belgique, est un footballeur international belge qui joue au poste de défenseur ou de milieu de terrain au Girona FC.

## Biographie

### Jeunesse
Axel Witsel est le fils de Thierry Witsel et Sylvie Stas. Il est d'origine martiniquaise par son père. Il est formé au centre de formation du Standard de Liège, où il arrive à l'âge de 9 ans, en provenance du RCS Visé, après avoir refusé l'année précédente. Il a étudié durant deux années à l'école St-Lambert de Herstal avec son comparse Mehdi Carcela. Il est rapidement considéré comme un grand espoir du football belge. Il possède un style léger et fluide, avec un toucher de balle très fin. Déjà à cet âge-là, Witsel était réputé pour sa conservation du ballon. Une de ses principales qualités est sa polyvalence, Witsel pouvant à la fois évoluer comme meneur de jeu, comme milieu relayeur ou sur un flanc, que ce soit à gauche ou à droite.
Il rencontre au Standard Nacer Chadli, futur international belge, qui devient un ami proche.

### Carrière en club

#### Standard de Liège (2006-2011)
Witsel effectue donc ses débuts en professionnel (déjà avec le numéro de maillot 28) lors de la saison 2006-2007, en Jupiler League. Il rentre pour la première fois en jeu dans le stade de Sclessin le 17 septembre contre le FC Brussels (victoire des Rouches 2-1). Il dispute son premier match en compétition européenne contre le Celta Vigo en septembre, en Coupe de l'Uefa en entrant à la fin du match sans pouvoir empêcher la défaite des siens 0-3.
Petit à petit, au fil de la saison, l'entraîneur du Standard Michel Preud'homme accorde sa confiance au jeune Axel, qui finit même par marquer son premier but avec le Standard sur le terrain du KSV Roulers, du pied gauche sur un centre de Milan Rapaić. Il termine sa première saison professionnelle avec deux buts en championnat, inscrits tous les deux à l'extérieur. Le Standard termine troisième du championnat, synonyme de qualification pour le second tour de la Coupe UEFA, et perd contre le FC Bruges en finale de la coupe de Belgique, finale durant laquelle Witsel est titulaire. C'est d'ailleurs durant cette compétition qu'il inscrit son premier but à Sclessin, contre le RSC Anderlecht, en demi-finales, en ouvrant le score d'une frappe à ras de terre à l'entrée de la surface de réparation. Lors de ses célébrations de but, il a l'habitude d'imiter la colombe avec ses mains.
Il commence la saison 2007-2008 d'une excellente manière, à l'image de son équipe : il inscrit deux buts en championnat en trois journées, dont le premier contre Zulte Waregem du pied gauche, lors de la toute première journée du championnat. Le Standard remporte la rencontre 1-4 au Stade Arc-en-ciel. Il marque aussi un doublé lors du deuxième tour de la Coupe de l'UEFA, contre l'UN Käerjéng 97, dont le second d'une reprise du pied droit sur une passe en retrait de la poitrine d'Ali Lukunku. Lors du match contre le Germinal Beerschot, il marque le troisième but de son équipe à l'aveugle, sur une frappe lointaine qui heurte le poteau du gardien anversois avant de rentrer. Il inscrit son dixième but pour le compte de son club formateur lors du dernier match de l'année civile 2007, à Sclessin contre le KRC Genk, en début de seconde mi-temps, match remporté 3-1 par le Standard. Le 10 mai, il écope du premier carton rouge de sa carrière pour deux avertissements au cours du même match, lors du match retour contre Genk, soit la dernière journée du championnat.
Le 20 avril 2008, il fait partie de l'équipe qui réalise l'exploit de ramener le titre au Standard de Liège, en perdant un seul match, 25 ans après le dernier, et ce face au rival de toujours, le RSC Anderlecht. Axel est le symbole de la jeune génération du Standard emmenée par Michel Preud'homme, avec ses dix buts toutes compétitions confondues (dont sept en championnat). Durant la saison, il est le deuxième joueur à avoir joué le plus de minutes de son club, derrière le Brésilien Dante.
Lors du début de saison 2008/2009, il réalise de grosses performances avec le Standard de Liège, désormais entraîné par László Bölöni, face à Liverpool (match au cours duquel il découvre la Ligue des champions), Everton et Séville en Coupe de l'UEFA, inscrivant notamment contre Everton un but décisif, d'une glissade qui termine au fond des filets sur une passe décisive de Milan Jovanovic, qui lui permettra de connaitre pour la première fois la phase de groupes de la Coupe de l'UEFA. Il réalise aussi des performances intéressantes avec l'équipe nationale belge face à l'Estonie et l'Espagne, ce qui lui vaut d'être suivi par de nombreuses grosses pointures européennes.
Witsel inscrit son premier but en championnat contre le RSC Anderlecht, lors de la sixième journée, d'une frappe qui vient se loger dans la lucarne de Daniel Zítka, le gardien anderlechtois.
En novembre 2008, Eric Gerets, entraîneur de l'Olympique de Marseille, témoigne de son intérêt pour Witsel. Suivent, sur une longue liste, des clubs comme Manchester City, Arsenal, Manchester United ou encore l'Inter Milan. Le très sérieux quotidien anglais The Telegraph annonce que Chelsea et Manchester United se sont rendus à Sclessin et que les Red Devils ont déjà proposé 15 millions de livres, soit la même somme que pour Marouane Fellaini. Cependant, Witsel reste au Standard durant le mercato hivernal.
Il est élu Soulier d'or belge 2008 le 21 janvier 2009 devant son équipier Milan Jovanović et Marouane Fellaini. Pourtant c'est Marouane Fellaini qui avait récolté le plus de voix au premier tour des élections, mais à la suite de son transfert à Everton FC, Marouane obtient très peu de voix au tour suivant, et c'est donc Axel, qui avec 204 voix, remporte le prestigieux trophée. En février, Witsel dispute pour la première fois la phase finale de la Coupe de l'UEFA, lors de la double-confrontation contre le Sporting Braga, en seizièmes de finale, le Standard ayant terminé premier du groupe C.
Witsel est habituellement désigné pour tirer les penaltys. Lors de la fin de saison 2008-2009, son sang-froid lui permet de transformer un penalty décisif lors de la dernière journée de championnat face à La Gantoise ce qui permet à son équipe de disputer un test-match en aller retour face à Anderlecht pour désigner le vainqueur du championnat. Lors du match retour le 24 mai 2009, il aide son équipe à remporter un second titre consécutif de champion de Belgique en marquant, à nouveau sur penalty, le seul but du match opposant le Standard de Liège à Anderlecht. Il réalise une saison aussi étincelante que la précédente, en marquant neuf buts en 53 matchs toutes compétitions confondues.
Le dimanche 30 août 2009, lors du match opposant le Sporting Anderlecht au Standard de Liège lors de la saison 2009-2010, il commet une faute sur le défenseur polonais Marcin Wasilewski, lui causant une double fracture ouverte du tibia et du péroné droit,. Axel Witsel reconnaît sa faute, mais nie avoir voulu blesser le joueur adverse. Witsel reçoit un carton rouge pour cette faute et se voit suspendu pendant 8 matchs de championnat.
Sa saison est de nouveau entachée par un autre carton rouge, pour une faute moins grave, au match retour contre Anderlecht, pour une faute sur Roland Juhász. Il est d'ailleurs en désaccord avec la décision de l'arbitre. Witsel découvre par contre cette année-là la phase de groupes de la Ligue des champions. Le Standard termine troisième de son groupe, place qui entraîne le repêchage en Ligue Europa au bout du suspense contre l'AZ Alkmaar. Il contribue au très bon parcours de son équipe en Ligue Europa, en marquant trois buts dont un doublé en seizièmes de finale contre le Red Bull Salzbourg synonyme de passage au tour suivant.
En championnat, le Standard ne parvient pas à défendre son titre, ne se qualifiant même pas pour les Play-offs 1. Axel n'aura joué que 27 matchs en championnat, notamment à cause de sa longue suspension. Il aura marqué 11 buts toutes compétitions confondues (6 en championnat).
Il semble totalement avoir digéré sa suspension lors de la saison suivante. Étant donné que le Standard n'est pas qualifié pour une compétition européenne, il peut se concentrer sur sa saison en championnat. Axel inscrit des buts très importants, notamment durant les Play-offs 1, contre le KAA La Gantoise, le KRC Genk et le Club Bruges KV. Son excellente saison, au cours de laquelle il aura marqué dix buts rien qu'en championnat, est conclue par une deuxième place juste derrière Genk.
Witsel fait ses adieux à son club formateur à l'occasion de la finale de la coupe de Belgique, remportée 2-0 par le Standard face à Westerlo.

#### Benfica Lisbonne (2011-2012)

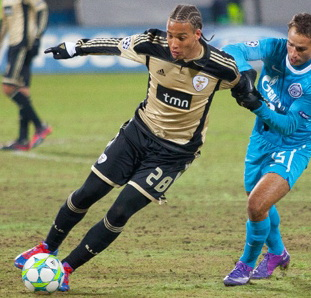
Witsel avec Benfica contre le Zénith en 2012.

Axel Witsel rejoint le Benfica Lisbonne durant l'été 2011. Après une saison dans la capitale portugaise, il est annoncé en partance pour plusieurs clubs du top européen dont le Real Madrid, ainsi que plusieurs clubs anglais tels Manchester City et Chelsea où vient de signer son compatriote Eden Hazard. C'est Jorge Jesus, l'entraîneur du Benfica, qui annonce dans les colonnes du quotidien sportif pro-Benfica A Bola qu'Axel Witsel et Nicolás Gaitán seraient mis en vente ; de plus, il précise que remplacer Witsel serait une tâche très compliquée car en un an, Axel s'était imposé comme une pièce maîtresse de l'entrejeu lisboète.

#### Zénith Saint-Pétersbourg (2012-2017)

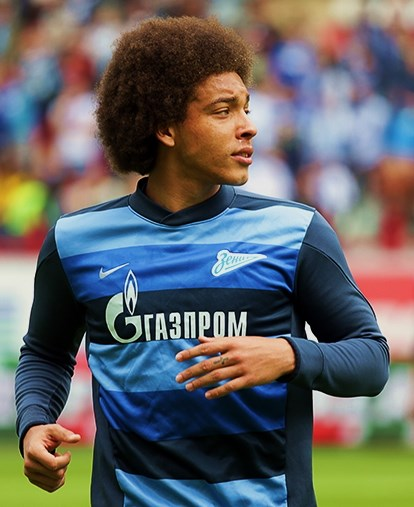
Witsel à l'échauffement avec le Zénith en 2014.

Le 3 septembre 2012, alors que le mercato est terminé dans la plupart des pays, le club russe du Zénith Saint-Pétersbourg profite de ses derniers jours de transfert pour recruter le joueur, pour une somme s'élevant à près de 40 millions d'euros. Witsel est l'une des deux recrues phares du club avec le Brésilien Hulk.
Comme le championnat russe a débuté en juillet, il joue son premier match sous ses nouvelles couleurs contre le Terek Grozny. Entré à la mi-temps, il ne peut empêcher la défaite du Zénith à domicile. Lors du match suivant, le capitaine du Zénith Igor Denissov fait savoir qu'il n'accepte pas les salaires offerts à Witsel et à Hulk. Perturbé, le Zénith ne peut éviter le match nul contre le Krylia Sovetov, équipe qui lutte pour le maintien.
Au cours de la saison, Witsel marque quatre buts en championnats, notamment un doublé contre le grand rival pour la course au titre, le CSKA Moscou. Au cours de ce match, il inscrit un but en finesse depuis l'extérieur de la surface. Il marque également en huitièmes de finale de la Ligue Europa, qui n'empêche pas l'élimination de son club contre le FC Bâle (1-2 à la double confrontation). Le Zénith termine deux points derrière le CSKA Moscou, principalement à cause des problèmes internes du club à la suite du salaire de Witsel.
La saison suivante, il s'affirme comme un leader dans l'équipe de Luciano Spalletti, puis d'André Villas-Boas (Spalletti limogé en mars 2014). Sa très bonne saison, au cours de laquelle il joue tous les matchs du championnat et marque quatre buts. Sa saison est cependant entachée par un carton rouge sévère en Ligue des champions contre l'Austria Vienne. Dans cette compétition, le Zénith est éliminé en huitièmes de finale par le Borussia Dortmund (4-5 pour les Allemands à la double confrontation). Comme la saison précédente, le Zénith termine deuxième en championnat, un point derrière le CSKA Moscou.
Lors de la saison 2014-2015, Witsel dispute la quasi-totalité des matchs, et inscrit son premier but en Ligue des champions avec le Zénith, contre son ancien club le Benfica Lisbonne. Le Zénith est néanmoins reversé en Ligue Europa, où il marque en huitièmes de finale contre le Torino FC. Witsel et le Zénith ont également survolé le championnat, terminant champion sept longueurs devant leur grand rival moscovite, le CSKA.

#### Tianjin Quanjian (2017-2018)
Durant le mercato hivernal 2017, Witsel s'engage avec le club chinois de Tianjin Quanjian. Il marque son premier but sous ses nouvelles couleurs le 16 mars de la même année.

#### Borussia Dortmund (2018-2022)
Le 6 août 2018, le Borussia Dortmund paie la clause libératoire de 20 millions d'euros, ce qui permet à Axel Witsel de rejoindre le club allemand alors qu'il lui restait 1 an et demi de contrat. Il signe un contrat de quatre ans avec les jaunes et noirs.
Il marque lors de son premier match officiel contre le Greuther Fürth en coupe d'Allemagne. Remplaçant au coup d'envoi, il entre sur le terrain à la place de Thomas Delaney alors que son équipe est menée 1-0. Il égalise dans le temps additionnel (90+5'), et permet à Dortmund d'arracher les prolongations (puis la victoire via un but de Marco Reus en prolongations). Witsel inscrit également le troisième des quatre buts de son équipe contre le RB Leipzig lors de la première journée de championnat. Il gagne donc rapidement la confiance de l'entraîneur suisse Lucien Favre et s'impose par conséquent comme l'un des cadres au milieu de terrain.
Son arrivée au Borussia Dortmund lui permet également de disputer à nouveau la phase de groupes de la Ligue des champions de l'UEFA, à laquelle il n'avait plus participé depuis l'édition 2015-2016.
À l'issue de la saison 2021-2022, le Borussia renonce à prolonger son contrat et libère le joueur.

#### Atlético de Madrid (2022-2025)
Le 6 juillet 2022, l'Atlético de Madrid annonce l'arrivée de Witsel en transfert libre pour un an avec une option pour une saison supplémentaire. Repositionné en défense centrale par son entraineur Diego Simeone, il joue dès la première journée du championnat d'Espagne 2022-2023 (victoire 0-3 à Getafe) et est aligné très régulièrement dans le onze de base. Il poursuit sa carrière la saison suivante chez les Colchoneros et inscrit son premier but en championnat espagnol le 12 novembre 2023 contre Villarreal. Il est le deuxième joueur de l'équipe ayant eu le plus de temps de jeu durant la saison 2023-2024 derrière le gardien Jan Oblak. En juin 2024, le contrat de Witsel avec l'Atlético est prolongé d'une saison.
Son statut évolue défavorablement durant cette saison. N'étant plus titulaire, il prend part à 22 rencontres durant la saison contre près du double lors des deux saisons précédentes. Le 30 juin 2025, l'Atlético de Madrid officialise le départ du joueur au terme de son contrat.

#### Girona FC (depuis 2025)
Le 12 août 2025, Axel Witsel s'engage avec le Girona FC où il signe un contrat d'un an avec une saison supplémentaire en option.

### En équipe nationale

#### En catégories jeunes

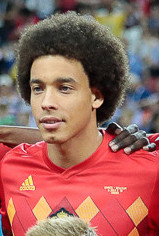
Axel Witsel avec les Diables Rouges durant la Coupe du monde 2018.

Avec les espoirs, il participe au championnat d'Europe espoirs en 2007. Lors de cette compétition organisée aux Pays-Bas, il ne joue qu'une seule minute, face au pays organisateur. La Belgique s'incline en demi-finale face à la Serbie.
Son père étant martiniquais, Axel Witsel  aurait pu jouer en faveur de l'équipe de France, mais il n'a jamais voulu faire les démarches administratives pour rejoindre les Bleus, donnant sa préférence à la sélection belge.

#### En équipe première
Le 26 mars 2008, il est sélectionné pour la première fois en équipe nationale belge, à l'occasion d'un match amical contre le Maroc. Il entre sur le terrain au début de la seconde mi-temps, et marque à cette occasion son premier but avec la Belgique, seulement quelques minutes après être entré en jeu. Malgré tout, les Belges s'inclinent 1-4.
Lors des éliminatoires du mondial 2010, il s'illustre en délivrant ses deux premières passes décisives, contre l'Estonie (victoire 3-2) et l'Arménie (victoire 2-0).
Le 17 novembre 2009, il marque son deuxième but avec la Belgique, lors d'une rencontre amicale face au Qatar (victoire 2-0). Par la suite, le 9 février 2011, il inscrit son troisième but en équipe nationale, lors d'un match amical contre la Finlande (1-1).
Le 25 mars 2011, lors du match Autriche-Belgique rentrant dans le cadre des qualifications pour l'Euro 2012, il s'illustre en inscrivant son premier doublé avec les Diables Rouges (victoire 0-2). Quatre jours plus tard, lors de ces mêmes éliminatoires, il délivre une passe décisive face à l'Azerbaïdjan (victoire 4-1). Par la suite, le 7 octobre 2011, il délivre encore une passe décisive, face au Kazakhstan (victoire 4-1).

#### Coupe du monde 2014
Axel Witsel figure ensuite parmi les 23 joueurs belges sélectionnés par le sélectionneur Marc Wilmots, afin de participer à la Coupe du monde 2014 organisée au Brésil. Le 1er juin, en match de préparation pour la Coupe du monde, il délivre une passe décisive face à la Suède (victoire 0-2). Par la suite, lors du mondial, il joue quatre matchs sur les cinq disputés par son équipe. Il reste sur le banc des remplaçants lors de la dernière rencontre de phase de poule face à la Corée du Sud. La Belgique atteint le stade des quarts de finale, en étant battu 1-0 par l'Argentine de Lionel Messi.

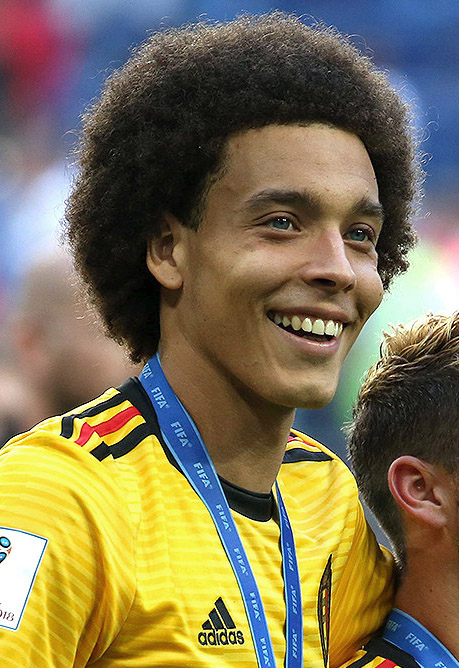
Axel Witsel médaillé de bronze à la Coupe du monde 2018.

##### Euro 2016
Après le mondial, il inscrit son sixième but en équipe nationale, lors d'une rencontre amicale face à l'Australie (victoire 2-0). Il participe ensuite aux qualifications pour l'Euro 2016. Lors de ces qualifications, il se met en évidence en délivrant une passe décisive contre l'équipe de Chypre (large victoire 5-0). Il délivre également une passe décisive lors d'un match amical contre la France, permettant aux Néerlandais de l'emporter sur le score de 3-4. Il officie également comme capitaine lors d'une rencontre amicale face au Portugal. La Belgique termine première de son groupe de qualification, avec 23 points.
Il fait ensuite partie du groupe des 23 joueurs belges sélectionnés pour participer à l'Euro 2016 organisé en France. Lors de l'Euro, il joue l'intégralité des matchs de la Belgique. Il se met en évidence en inscrivant un but en phase de poule contre  l'Irlande. L'aventure des Diables Rouges s'arrête contre le Pays de Galles en quart de finale (défaite 3-1).

##### Coupe du monde 2018
Après le championnat d'Europe, il participe aux éliminatoires du mondial 2018. Il se met en évidence en inscrivant deux buts, lors de la double confrontation face à la modeste Gibraltar (victoire 0-6 puis victoire 9-0). Il délivre également, lors de ces éliminatoires, une nouvelle passe décisive contre l'équipe de Chypre (victoire 4-0). Par la suite, il est retenu par le sélectionneur Roberto Martínez dans la liste des 23 joueurs belges sélectionnés pour la Coupe du monde 2018 organisée en Russie. Lors de ce mondial, il joue six matchs sur les sept disputés par son équipe. Il reste sur le banc des remplaçants lors du dernier match de poule contre l'Angleterre. Les Belges se classent troisième du mondial, en battant les Anglais lors de la « petite finale » (victoire 2-0).

##### Euro 2020
En 2019, ses performances en équipe nationale sont diminuées, du fait de plusieurs blessures (claquage du tendon au niveau des adducteurs). Witsel est à nouveau convoqué par Roberto Martinez pour disputer l'Euro 2020 où les Belges atteignent les quarts de finale, s'inclinant contre l'Italie (1-2), futur vainqueur de l'édition.

##### Coupe du monde 2022
Le 10 novembre 2022, il est sélectionné par Roberto Martínez pour participer à la Coupe du monde 2022.

##### Retraite internationale
Le 12 mai 2023, il annonce sur son compte Instagram, la décision de prendre sa retraite internationale avec les Diables Rouges après 130 sélections. Le sélectionneur belge Domenico Tedesco envisage à ce moment d'utiliser à sa place des joueurs plus jeunes.

##### Retour en sélection pour l'Euro 2024
En mai 2024, Witsel est rappelé en sélection par Domenico Tedesco en vue de l'Euro 2024 et figure dans la liste des 25 joueurs belges convoqués. En préparation à cette compétition, il subit une blessure à la cuisse durant un match amical contre le Monténégro. Absent de la première rencontre perdue face à la Slovaquie (0-1), Witsel est à nouveau gêné à cette cuisse avant le deuxième match de son pays face à la Roumanie pour lequel il déclare forfait.

## Style de jeu
Witsel a un style fait de légèreté, de fluidité et un toucher de balle d'une rare sûreté. Sa polyvalence  lui permet d'évoluer comme meneur de jeu, comme milieu relayeur ou sur les flancs. Incontournable stabilisateur qui sait, par son intelligence de jeu et son placement, temporiser le jeu, il aime particulièrement jouer en passe courtes. Redoutable dans les duels, il possède également une frappe puissante et une très bonne qualité de dribbles. Il joue à la fois le rôle de moteur, d’animateur et est le garant de l’équilibre au milieu de terrain.

## Statistiques

### En club
| Saison                | Club                  | Championnat           | Championnat | Championnat | Championnat | Coupe nationale | Coupe nationale | Coupe nationale | Coupe de la Ligue | Coupe de la Ligue | Coupe de la Ligue | Supercoupe | Supercoupe | Supercoupe | Compétition(s) continentale(s) | Compétition(s) continentale(s) | Compétition(s) continentale(s) | Compétition(s) continentale(s) | Autres compétitions | Autres compétitions | Autres compétitions | Autres compétitions | Total | Total | Total |
| Saison                | Club                  | Division              | M.          | B.          | P.d.        | M.              | B.              | P.d.            | M.                | B.                | P.d.              | M.         | B.         | P.d.       | Comp.                          | M.                             | B.                             | P.d.                           | Comp.               | M.                  | B.                  | P.d.                | M.    | B.    | P.d.  |
| 2006-2007             | Standard de Liège     | Division 1            | 16          | 2           | 1           | 5               | 1               | 1               | -                 | -                 | -                 | -          | -          | -          | C1+C3                          | 0+1                            | 0+0                            | 0+0                            | -                   | -                   | -                   | -                   | 22    | 3     | 2     |
| 2007-2008             | Standard de Liège     | Division 1            | 33          | 7           | 4           | 6               | 1               | 0               | -                 | -                 | -                 | -          | -          | -          | C3                             | 3                              | 2                              | 0                              | -                   | -                   | -                   | -                   | 42    | 10    | 4     |
| 2008-2009             | Standard de Liège     | Division 1            | 33          | 7           | 2           | -               | -               | -               | -                 | -                 | -                 | 1          | 0          | 0          | C1+C3                          | 2+8                            | 0+1                            | 0+1                            | TM                  | 2                   | 1                   | 0                   | 46    | 9     | 3     |
| 2009-2010             | Standard de Liège     | Division 1            | 22          | 5           | 0           | 1               | 1               | 0               | -                 | -                 | -                 | 1          | 1          | 0          | C1+C3                          | 6+6                            | 0+3                            | 1+0                            | PO2                 | 5                   | 1                   | 2                   | 41    | 11    | 3     |
| 2010-2011             | Standard de Liège     | Division 1            | 28          | 7           | 4           | 6               | 2               | 0               | -                 | -                 | -                 | -          | -          | -          | -                              | -                              | -                              | -                              | PO1                 | 9                   | 3                   | 2                   | 43    | 12    | 6     |
| Sous-total            | Sous-total            | Sous-total            | 132         | 28          | 11          | 18              | 5               | 1               | -                 | -                 | -                 | 2          | 1          | 0          | -                              | 26                             | 6                              | 2                              | -                   | 16                  | 5                   | 4                   | 194   | 45    | 18    |
| 2011-2012             | SL Benfica            | Primeira Liga         | 29          | 1           | 3           | 2               | 0               | 0               | 4                 | 2                 | 0                 | -          | -          | -          | C1                             | 14                             | 2                              | 3                              | -                   | -                   | -                   | -                   | 49    | 5     | 6     |
| 2012-2013             | SL Benfica            | Primeira Liga         | 3           | 0           | 0           | -               | -               | -               | -                 | -                 | -                 | -          | -          | -          | C1                             | -                              | -                              | -                              | -                   | -                   | -                   | -                   | 3     | 0     | 0     |
| Sous-total            | Sous-total            | Sous-total            | 32          | 1           | 3           | 2               | 0               | 0               | 4                 | 2                 | 0                 | 0          | 0          | 0          | -                              | 14                             | 2                              | 3                              | -                   | -                   | -                   | -                   | 52    | 5     | 6     |
| 2012-2013             | FC Zenit              | Premier-Liga          | 19          | 4           | 1           | 3               | 0               | 0               | -                 | -                 | -                 | -          | -          | -          | C1+C3                          | 5+4                            | 0+1                            | 0+0                            | -                   | -                   | -                   | -                   | 31    | 5     | 1     |
| 2013-2014             | FC Zenit              | Premier-Liga          | 30          | 4           | 3           | 1               | 0               | 0               | -                 | -                 | -                 | 1          | 0          | 0          | C1                             | 11                             | 0                              | 1                              | -                   | -                   | -                   | -                   | 43    | 4     | 4     |
| 2014-2015             | FC Zenit              | Premier-Liga          | 28          | 4           | 1           | 1               | 0               | 0               | -                 | -                 | -                 | -          | -          | -          | C1+C3                          | 7+6                            | 1+1                            | 0+0                            | -                   | -                   | -                   | -                   | 42    | 6     | 1     |
| 2015-2016             | FC Zenit              | Premier-Liga          | 29          | 3           | 2           | 4               | 2               | 1               | -                 | -                 | -                 | 1          | 0          | 1          | C1                             | 7                              | 1                              | 1                              | -                   | -                   | -                   | -                   | 41    | 6     | 5     |
| 2016-2017             | FC Zenit              | Premier-Liga          | 16          | 1           | 2           | 1               | 0               | 0               | -                 | -                 | -                 | -          | -          | -          | C3                             | 6                              | 0                              | 1                              | -                   | -                   | -                   | -                   | 23    | 1     | 3     |
| Sous-total            | Sous-total            | Sous-total            | 122         | 16          | 9           | 10              | 2               | 1               | -                 | -                 | -                 | 2          | 0          | 1          | -                              | 46                             | 4                              | 3                              | -                   | -                   | -                   | -                   | 180   | 22    | 14    |
| 2017                  | Tianjin Quanjian      | CSL                   | 27          | 4           | 3           | 2               | 0               | 0               | -                 | -                 | -                 | -          | -          | -          | -                              | -                              | -                              | -                              | -                   | -                   | -                   | -                   | 29    | 4     | 3     |
| 2018                  | Tianjin Quanjian      | CSL                   | 9           | 1           | 0           | 1               | 1               | 0               | -                 | -                 | -                 | -          | -          | -          | AFC                            | 8                              | 0                              | 1                              | -                   | -                   | -                   | -                   | 18    | 2     | 1     |
| Sous-total            | Sous-total            | Sous-total            | 36          | 5           | 3           | 3               | 1               | 0               | -                 | -                 | -                 | -          | -          | -          | -                              | 8                              | 0                              | 1                              | -                   | -                   | -                   | -                   | 47    | 6     | 4     |
| 2018-2019             | Borussia Dortmund     | Bundesliga            | 33          | 4           | 1           | 3               | 1               | 0               | -                 | -                 | -                 | -          | -          | -          | C1                             | 7                              | 1                              | 0                              | -                   | -                   | -                   | -                   | 43    | 6     | 1     |
| 2019-2020             | Borussia Dortmund     | Bundesliga            | 28          | 4           | 5           | 3               | 0               | 0               | -                 | -                 | -                 | 1          | 0          | 0          | C1                             | 6                              | 0                              | 0                              | -                   | -                   | -                   | -                   | 38    | 4     | 5     |
| 2020-2021             | Borussia Dortmund     | Bundesliga            | 15          | 0           | 0           | 2               | 0               | 0               | -                 | -                 | -                 | 0          | 0          | 0          | C1                             | 5                              | 1                              | 0                              | -                   | -                   | -                   | -                   | 22    | 1     | 0     |
| 2021-2022             | Borussia Dortmund     | Bundesliga            | 28          | 2           | 0           | 3               | 0               | 0               | -                 | -                 | -                 | 1          | 0          | 0          | C1+C3                          | 6+2                            | 0+0                            | 0+0                            | -                   | -                   | -                   | -                   | 40    | 2     | 0     |
| Sous-total            | Sous-total            | Sous-total            | 104         | 10          | 6           | 11              | 1               | 0               | -                 | -                 | -                 | 2          | 0          | 0          | -                              | 26                             | 2                              | 0                              | -                   | -                   | -                   | -                   | 143   | 13    | 6     |
| 2022-2023             | Atlético de Madrid    | Liga                  | 33          | 0           | 0           | 4               | 0               | 0               | -                 | -                 | -                 | -          | -          | -          | C1                             | 6                              | 0                              | 1                              | -                   | -                   | -                   | -                   | 43    | 0     | 1     |
| 2023-2024             | Atlético de Madrid    | Liga                  | 35          | 2           | 0           | 5               | 0               | 0               | -                 | -                 | -                 | 1          | 0          | 0          | C1                             | 10                             | 0                              | 0                              | -                   | -                   | -                   | -                   | 51    | 2     | 0     |
| 2024-2025             | Atlético de Madrid    | Liga                  | 14          | 0           | 1           | 3               | 0               | 0               | -                 | -                 | -                 | -          | -          | -          | C1                             | 4                              | 0                              | 0                              | CMC                 | 1                   | 1                   | 0                   | 22    | 1     | 1     |
| Sous-total            | Sous-total            | Sous-total            | 82          | 2           | 1           | 12              | 0               | 0               | -                 | -                 | -                 | 1          | 0          | 0          | -                              | 20                             | 0                              | 1                              | -                   | 1                   | 1                   | 0                   | 116   | 3     | 2     |
| 2025-2026             | Girona FC             | Liga                  | -           | -           | -           | -               | -               | -               | -                 | -                 | -                 | -          | -          | -          | -                              | -                              | -                              | -                              | -                   | -                   | -                   | -                   | 0     | 0     | 0     |
| Total sur la carrière | Total sur la carrière | Total sur la carrière | 508         | 62          | 33          | 56              | 9               | 2               | 4                 | 2                 | 0                 | 7          | 1          | 1          | -                              | 140                            | 14                             | 10                             | -                   | 17                  | 6                   | 4                   | 732   | 94    | 50    |

### En sélections nationales
| Saison                | Sélection             | Phases finales         | Phases finales | Phases finales | Phases finales | Éliminatoires CDM | Éliminatoires CDM | Éliminatoires CDM | Éliminatoires EURO | Éliminatoires EURO | Éliminatoires EURO | Ligue des Nations | Ligue des Nations | Ligue des Nations | Matchs amicaux | Matchs amicaux | Matchs amicaux | Total | Total | Total |
| Saison                | Sélection             | Compétition            | M              | B              | Pd             | M                 | B                 | Pd                | M                  | B                  | Pd                 | M                 | B                 | Pd                | M              | B              | Pd             | M     | B     | Pd    |
| --------------------- | --------------------- | ---------------------- | -------------- | -------------- | -------------- | ----------------- | ----------------- | ----------------- | ------------------ | ------------------ | ------------------ | ----------------- | ----------------- | ----------------- | -------------- | -------------- | -------------- | ----- | ----- | ----- |
| 2007-2008             | Belgique              | -                      | -              | -              | -              | -                 | -                 | -                 | -                  | -                  | -                  | -                 | -                 | -                 | 2              | 1              | 0              | 2     | 1     | 0     |
| 2008-2009             | Belgique              | -                      | -              | -              | -              | 5                 | 0                 | 2                 | -                  | -                  | -                  | -                 | -                 | -                 | 2              | 0              | 0              | 7     | 0     | 2     |
| 2009-2010             | Belgique              | -                      | -              | -              | -              | -                 | -                 | -                 | -                  | -                  | -                  | -                 | -                 | -                 | 2              | 1              | 0              | 2     | 1     | 0     |
| 2010-2011             | Belgique              | -                      | -              | -              | -              | -                 | -                 | -                 | 6                  | 2                  | 1                  | -                 | -                 | -                 | 2              | 1              | 0              | 8     | 3     | 1     |
| 2011-2012             | Belgique              | -                      | -              | -              | -              | -                 | -                 | -                 | 3                  | 0                  | 1                  | -                 | -                 | -                 | 7              | 0              | 0              | 10    | 0     | 1     |
| 2012-2013             | Belgique              | -                      | -              | -              | -              | 7                 | 0                 | 0                 | -                  | -                  | -                  | -                 | -                 | -                 | 3              | 0              | 0              | 10    | 0     | 0     |
| 2013-2014             | Belgique              | Coupe du monde 2014    | 4              | 0              | 0              | 3                 | 0                 | 0                 | -                  | -                  | -                  | -                 | -                 | -                 | 7              | 0              | 1              | 14    | 0     | 1     |
| 2014-2015             | Belgique              | -                      | -              | -              | -              | -                 | -                 | -                 | 4                  | 0                  | 1                  | -                 | -                 | -                 | 3              | 1              | 1              | 7     | 1     | 2     |
| 2015-2016             | Belgique              | Euro 2016              | 5              | 1              | 0              | -                 | -                 | -                 | 4                  | 0                  | 0                  | -                 | -                 | -                 | 5              | 0              | 0              | 14    | 1     | 0     |
| 2016-2017             | Belgique              | -                      | -              | -              | -              | 6                 | 1                 | 0                 | -                  | -                  | -                  | -                 | -                 | -                 | 3              | 0              | 0              | 9     | 1     | 0     |
| 2017-2018             | Belgique              | Coupe du monde 2018    | 6              | 0              | 0              | 2                 | 1                 | 1                 | -                  | -                  | -                  | -                 | -                 | -                 | 5              | 0              | 0              | 13    | 1     | 1     |
| 2018-2019             | Belgique              | -                      | -              | -              | -              | -                 | -                 | -                 | 2                  | 0                  | 0                  | 4                 | 0                 | 0                 | 1              | 0              | 0              | 7     | 0     | 0     |
| 2019-2020             | Belgique              | -                      | -              | -              | -              | -                 | -                 | -                 | 2                  | 0                  | 0                  | -                 | -                 | -                 | -              | -              | -              | 2     | 0     | 0     |
| 2020-2021             | Belgique              | Euro 2020              | 4              | 0              | 0              | -                 | -                 | -                 | -                  | -                  | -                  | 5                 | 1                 | 0                 | -              | -              | -              | 9     | 1     | 0     |
| 2021-2022             | Belgique              | Ligue des nations 2021 | 2              | 0              | 0              | 4                 | 1                 | 0                 | -                  | -                  | -                  | 4                 | 1                 | 0                 | -              | -              | -              | 10    | 2     | 0     |
| 2022-2023             | Belgique              | Coupe du monde 2022    | 3              | 0              | 0              | -                 | -                 | -                 | -                  | -                  | -                  | 2                 | 0                 | 0                 | 1              | 0              | 0              | 6     | 0     | 0     |
| 2023-2024             | Belgique              | Euro 2024              | 0              | 0              | 0              | -                 | -                 | -                 | -                  | -                  | -                  | -                 | -                 | -                 | 2              | 0              | 0              | 2     | 0     | 0     |
| Total sur la carrière | Total sur la carrière | Total sur la carrière  | 24             | 1              | 0              | 27                | 3                 | 3                 | 21                 | 2                  | 3                  | 15                | 2                 | 0                 | 45             | 4              | 2              | 132   | 12    | 8     |

### Matchs internationaux
| Matchs internationaux d'Axel Witsel, | Matchs internationaux d'Axel Witsel, | Matchs internationaux d'Axel Witsel,                        | Matchs internationaux d'Axel Witsel, | Matchs internationaux d'Axel Witsel, | Matchs internationaux d'Axel Witsel,    | Matchs internationaux d'Axel Witsel, | Matchs internationaux d'Axel Witsel,                                     |
| #                                    | Date                                 | Lieu                                                        | Adversaire                           | Résultat                             | Compétition                             | Club                                 | Notes                                                                    |
| ------------------------------------ | ------------------------------------ | ----------------------------------------------------------- | ------------------------------------ | ------------------------------------ | --------------------------------------- | ------------------------------------ | ------------------------------------------------------------------------ |
| 1                                    | 26 mars 2008                         | Stade Roi Baudouin, Bruxelles, Belgique                     | Maroc                                | D 1 - 4                              | Match amical                            | Standard de Liège                    | Buteur, entre en jeu à la place de Stijn De Smet à la 46e minute de jeu. |
| 2                                    | 30 mai 2008                          | Stade Artemio-Franchi, Florence, Italie                     | Italie                               | D 1 - 3                              | Match amical                            | Standard de Liège                    | Titulaire, remplacé par Guillaume Gillet à la 70e minute de jeu.         |
| 3                                    | 20 août 2008                         | easyCredit-Stadion, Nuremberg, Allemagne                    | Allemagne                            | D 0 - 2                              | Match amical                            | Standard de Liège                    | Titulaire, remplacé par Guillaume Gillet à la 67e minute de jeu.         |
| 4                                    | 6 septembre 2008                     | Stade Maurice-Dufrasne, Liège, Belgique                     | Estonie                              | V 3 - 2                              | Éliminatoires de la Coupe du monde 2010 | Standard de Liège                    | Titulaire.                                                               |
| 5                                    | 10 septembre 2008                    | Stade Şükrü Saracoğlu, Istanbul, Turquie                    | Turquie                              | N 1 - 1                              | Éliminatoires de la Coupe du monde 2010 | Standard de Liège                    | Titulaire, remplacé par Filip Daems à la 76e minute de jeu.              |
| 6                                    | 11 octobre 2008                      | Stade Roi Baudouin, Bruxelles, Belgique                     | Arménie                              | V 2 - 0                              | Éliminatoires de la Coupe du monde 2010 | Standard de Liège                    | Titulaire.                                                               |
| 7                                    | 15 octobre 2008                      | Stade Roi Baudouin, Bruxelles, Belgique                     | Espagne                              | D 1 - 2                              | Éliminatoires de la Coupe du monde 2010 | Standard de Liège                    | Titulaire.                                                               |
| 8                                    | 11 février 2009                      | Cristal Arena, Genk, Belgique                               | Slovénie                             | V 2 - 0                              | Match amical                            | Standard de Liège                    | Titulaire, remplacé par Guillaume Gillet à la 77e minute de jeu.         |
| 9                                    | 1er avril 2009                       | Stade Bilino-Polje, Zenica, Bosnie-Herzégovine              | Bosnie-Herzégovine                   | D 1 - 2                              | Éliminatoires de la Coupe du monde 2010 | Standard de Liège                    | Titulaire, expulsé à la 61e minute de jeu.                               |
| 10                                   | 17 novembre 2009                     | Stade Louis-Dugauguez, Sedan, France                        | Qatar                                | V 2 - 0                              | Match amical                            | Standard de Liège                    | Titulaire et buteur, remplacé par Mehdi Carcela à la 62e minute de jeu.  |
| 11                                   | 3 mars 2010                          | Stade Roi Baudouin, Bruxelles, Belgique                     | Croatie                              | D 0 - 1                              | Match amical                            | Standard de Liège                    | Titulaire.                                                               |
| 12                                   | 11 août 2010                         | Veritas Stadion, Turku, Finlande                            | Finlande                             | D 0 - 1                              | Match amical                            | Standard de Liège                    | Titulaire, remplacé par Björn Vleminckx à la 73e minute de jeu.          |
| 13                                   | 7 septembre 2010                     | Stade Şükrü Saracoğlu, Istanbul, Turquie                    | Turquie                              | D 2 - 3                              | Éliminatoires de l'Euro 2012            | Standard de Liège                    | Entre en jeu à la place de Romelu Lukaku à la 76e minute de jeu.         |
| 14                                   | 8 octobre 2010                       | Astana Arena, Astana, Kazakhstan                            | Kazakhstan                           | V 2 - 0                              | Éliminatoires de l'Euro 2012            | Standard de Liège                    | Titulaire.                                                               |
| 15                                   | 12 octobre 2010                      | Stade Roi Baudouin, Bruxelles, Belgique                     | Autriche                             | N 4 - 4                              | Éliminatoires de l'Euro 2012            | Standard de Liège                    | Titulaire.                                                               |
| 16                                   | 9 février 2011                       | Stade Jules-Otten, Gand, Belgique                           | Finlande                             | N 1 - 1                              | Match amical                            | Standard de Liège                    | Titulaire et buteur.                                                     |
| 17                                   | 25 mars 2011                         | Stade Ernst-Happel, Vienne, Autriche                        | Autriche                             | V 2 - 0                              | Éliminatoires de l'Euro 2012            | Standard de Liège                    | Titulaire et buteur.                                                     |
| 18                                   | 29 mars 2011                         | Stade Roi Baudouin, Bruxelles, Belgique                     | Azerbaïdjan                          | V 4 - 1                              | Éliminatoires de l'Euro 2012            | Standard de Liège                    | Titulaire.                                                               |
| 19                                   | 3 juin 2011                          | Stade Roi Baudouin, Bruxelles, Belgique                     | Turquie                              | N 1 - 1                              | Éliminatoires de l'Euro 2012            | Standard de Liège                    | Titulaire.                                                               |
| 20                                   | 10 août 2011                         | Stadion Stožice, Ljubljana, Slovénie                        | Slovénie                             | N 0 - 0                              | Match amical                            | SL Benfica                           | Titulaire, remplacé par David Hubert à la 59e minute de jeu.             |
| 21                                   | 2 septembre 2011                     | Stade Tofiq-Béhramov, Bakou, Azerbaïdjan                    | Azerbaïdjan                          | N 1 - 1                              | Éliminatoires de l'Euro 2012            | SL Benfica                           | Titulaire.                                                               |
| 22                                   | 6 septembre 2011                     | Stade Roi Baudouin, Bruxelles, Belgique                     | États-Unis                           | V 1 - 0                              | Match amical                            | SL Benfica                           | Titulaire.                                                               |
| 23                                   | 7 octobre 2011                       | Stade Roi Baudouin, Bruxelles, Belgique                     | Kazakhstan                           | V 4 - 1                              | Éliminatoires de l'Euro 2012            | SL Benfica                           | Titulaire.                                                               |
| 24                                   | 11 octobre 2011                      | Esprit Arena, Düsseldorf, Allemagne                         | Allemagne                            | D 1 - 3                              | Éliminatoires de l'Euro 2012            | SL Benfica                           | Titulaire, écope d'un carton jaune à la 84e minute de jeu.               |
| 25                                   | 11 novembre 2011                     | Stade Maurice-Dufrasne, Liège, Belgique                     | Roumanie                             | V 2 - 1                              | Match amical                            | SL Benfica                           | Titulaire.                                                               |
| 26                                   | 15 novembre 2011                     | Stade de France, Saint-Denis, France                        | France                               | N 0 - 0                              | Match amical                            | SL Benfica                           | Titulaire.                                                               |
| 27                                   | 29 février 2012                      | Stade Pankritio, Héraklion, Grèce                           | Grèce                                | N 1 - 1                              | Match amical                            | SL Benfica                           | Titulaire, remplacé par Mousa Dembélé à la 58e minute de jeu.            |
| 28                                   | 25 mai 2012                          | Stade Roi Baudouin, Bruxelles, Belgique                     | Monténégro                           | N 2 - 2                              | Match amical                            | SL Benfica                           | Titulaire, écope d'un carton jaune à la 68e minute de jeu.               |
| 29                                   | 2 juin 2012                          | Stade de Wembley, Londres, Angleterre                       | Angleterre                           | D 0 - 1                              | Match amical                            | SL Benfica                           | Titulaire.                                                               |
| 30                                   | 15 août 2012                         | Stade Roi Baudouin, Bruxelles, Belgique                     | Pays-Bas                             | V 4 - 2                              | Match amical                            | SL Benfica                           | Titulaire.                                                               |
| 31                                   | 7 septembre 2012                     | Cardiff City Stadium, Cardiff, Pays de Galles               | Pays de Galles                       | V 2 - 0                              | Éliminatoires de la Coupe du monde 2014 | Zénith Saint-Pétersbourg             | Titulaire.                                                               |
| 32                                   | 11 septembre 2012                    | Stade Roi Baudouin, Bruxelles, Belgique                     | Croatie                              | N 1 - 1                              | Éliminatoires de la Coupe du monde 2014 | Zénith Saint-Pétersbourg             | Titulaire.                                                               |
| 33                                   | 12 octobre 2012                      | Stade de l'Étoile rouge, Belgrade, Serbie                   | Serbie                               | V 3 - 0                              | Éliminatoires de la Coupe du monde 2014 | Zénith Saint-Pétersbourg             | Titulaire, écope d'un carton jaune à la 53e minute de jeu.               |
| 34                                   | 16 octobre 2012                      | Stade Roi Baudouin, Bruxelles, Belgique                     | Écosse                               | V 2 - 0                              | Éliminatoires de la Coupe du monde 2014 | Zénith Saint-Pétersbourg             | Titulaire.                                                               |
| 35                                   | 14 novembre 2012                     | Arena Națională, Bucarest, Roumanie                         | Roumanie                             | D 1 - 2                              | Match amical                            | Zénith Saint-Pétersbourg             | Titulaire.                                                               |
| 36                                   | 6 février 2013                       | Stade Jan-Breydel, Bruges, Belgique                         | Slovaquie                            | V 2 - 1                              | Match amical                            | Zénith Saint-Pétersbourg             | Titulaire, remplacé par Timmy Simons à la 86e minute de jeu.             |
| 37                                   | 22 mars 2013                         | Stade national Philippe II, Skopje, ARY de Macédoine        | Macédoine                            | V 2 - 0                              | Éliminatoires de la Coupe du monde 2014 | Zénith Saint-Pétersbourg             | Titulaire.                                                               |
| 38                                   | 26 mars 2013                         | Stade Roi Baudouin, Bruxelles, Belgique                     | Macédoine                            | V 1 - 0                              | Éliminatoires de la Coupe du monde 2014 | Zénith Saint-Pétersbourg             | Titulaire.                                                               |
| 39                                   | 7 juin 2013                          | Stade Roi Baudouin, Bruxelles, Belgique                     | Serbie                               | V 2 - 1                              | Éliminatoires de la Coupe du monde 2014 | Zénith Saint-Pétersbourg             | Titulaire.                                                               |
| 40                                   | 14 août 2013                         | Stade Roi Baudouin, Bruxelles, Belgique                     | France                               | N 0 - 0                              | Match amical                            | Zénith Saint-Pétersbourg             | Titulaire.                                                               |
| 41                                   | 6 septembre 2013                     | Hampden Park, Glasgow, Écosse                               | Écosse                               | V 2 - 0                              | Éliminatoires de la Coupe du monde 2014 | Zénith Saint-Pétersbourg             | Titulaire.                                                               |
| 42                                   | 11 octobre 2013                      | Stade Maksimir, Zagreb, Croatie                             | Croatie                              | V 2 - 1                              | Éliminatoires de la Coupe du monde 2014 | Zénith Saint-Pétersbourg             | Titulaire.                                                               |
| 43                                   | 15 octobre 2013                      | Stade Roi Baudouin, Bruxelles, Belgique                     | Pays de Galles                       | N 1 - 1                              | Éliminatoires de la Coupe du monde 2014 | Zénith Saint-Pétersbourg             | Titulaire.                                                               |
| 44                                   | 14 novembre 2013                     | Stade Roi Baudouin, Bruxelles, Belgique                     | Colombie                             | D 0 - 2                              | Match amical                            | Zénith Saint-Pétersbourg             | Titulaire.                                                               |
| 45                                   | 19 novembre 2013                     | Stade Roi Baudouin, Bruxelles, Belgique                     | Japon                                | D 2 - 3                              | Match amical                            | Zénith Saint-Pétersbourg             | Titulaire.                                                               |
| 46                                   | 5 mars 2014                          | Stade Roi Baudouin, Bruxelles, Belgique                     | Côte d'Ivoire                        | N 2 - 2                              | Match amical                            | Zénith Saint-Pétersbourg             | Titulaire, écope d'un carton jaune à la 48e minute de jeu.               |
| 47                                   | 26 mai 2014                          | Cristal Arena, Genk, Belgique                               | Luxembourg                           | V 5 - 1                              | Match amical                            | Zénith Saint-Pétersbourg             | Titulaire, remplacé par Steven Defour à la 46e minute de jeu.            |
| 48                                   | 1er juin 2014                        | Friends Arena, Solna, Suède                                 | Suède                                | V 2 - 0                              | Match amical                            | Zénith Saint-Pétersbourg             | Titulaire.                                                               |
| 49                                   | 7 juin 2014                          | Stade Roi Baudouin, Bruxelles, Belgique                     | Tunisie                              | V 1 - 0                              | Match amical                            | Zénith Saint-Pétersbourg             | Entre en jeu à la place de Romelu Lukaku à la 92e minute de jeu.         |
| 50                                   | 17 juin 2014                         | Mineirão, Belo Horizonte, Brésil                            | Algérie                              | V 2 - 1                              | Coupe du monde 2014                     | Zénith Saint-Pétersbourg             | Titulaire.                                                               |
| 51                                   | 22 juin 2014                         | Stade Maracanã, Rio de Janeiro, Brésil                      | Russie                               | V 1 - 0                              | Coupe du monde 2014                     | Zénith Saint-Pétersbourg             | Titulaire, écope d'un carton jaune à la 54e minute de jeu.               |
| 52                                   | 1er juillet 2014                     | Itaipava Arena Fonte Nova, Salvador de Bahia, Brésil        | États-Unis                           | V 2 - 1 a.p.                         | Coupe du monde 2014                     | Zénith Saint-Pétersbourg             | Titulaire.                                                               |
| 53                                   | 5 juillet 2014                       | Stade national de Brasilia Mané Garrincha, Brasilia, Brésil | Argentine                            | D 0 - 1                              | Coupe du monde 2014                     | Zénith Saint-Pétersbourg             | Titulaire.                                                               |
| 54                                   | 4 septembre 2014                     | Stade Maurice-Dufrasne, Liège, Belgique                     | Australie                            | V 2 - 0                              | Match amical                            | Zénith Saint-Pétersbourg             | Titulaire et buteur.                                                     |
| 55                                   | 12 novembre 2014                     | Stade Roi Baudouin, Bruxelles, Belgique                     | Islande                              | V 3 - 1                              | Match amical                            | Zénith Saint-Pétersbourg             | Titulaire.                                                               |
| 56                                   | 16 novembre 2014                     | Stade Roi Baudouin, Bruxelles, Belgique                     | Pays de Galles                       | N 0 - 0                              | Éliminatoires de l'Euro 2016            | Zénith Saint-Pétersbourg             | Titulaire.                                                               |
| 57                                   | 28 mars 2015                         | Stade Roi Baudouin, Bruxelles, Belgique                     | Chypre                               | V 5 - 0                              | Éliminatoires de l'Euro 2016            | Zénith Saint-Pétersbourg             | Titulaire.                                                               |
| 58                                   | 31 mars 2015                         | Stade Teddy, Jérusalem, Israël                              | Israël                               | V 1 - 0                              | Éliminatoires de l'Euro 2016            | Zénith Saint-Pétersbourg             | Titulaire.                                                               |
| 59                                   | 7 juin 2015                          | Stade de France, Saint-Denis, France                        | France                               | V 4 - 3                              | Match amical                            | Zénith Saint-Pétersbourg             | Titulaire, remplacé par Mousa Dembélé à la 81e minute de jeu.            |
| 60                                   | 12 juin 2015                         | Cardiff City Stadium, Cardiff, Pays de Galles               | Pays de Galles                       | D 0 - 1                              | Éliminatoires de l'Euro 2016            | Zénith Saint-Pétersbourg             | Titulaire.                                                               |
| 61                                   | 3 septembre 2015                     | Stade Roi Baudouin, Bruxelles, Belgique                     | Bosnie-Herzégovine                   | V 3 - 1                              | Éliminatoires de l'Euro 2016            | Zénith Saint-Pétersbourg             | Titulaire.                                                               |
| 62                                   | 6 septembre 2015                     | Stade GSP, Nicosie, Chypre                                  | Chypre                               | V 1 - 0                              | Éliminatoires de l'Euro 2016            | Zénith Saint-Pétersbourg             | Titulaire.                                                               |
| 63                                   | 10 octobre 2015                      | Estadi Nacional, Andorre-la-Vieille, Andorre                | Andorre                              | V 4 - 1                              | Éliminatoires de l'Euro 2016            | Zénith Saint-Pétersbourg             | Titulaire.                                                               |
| 64                                   | 13 octobre 2015                      | Stade Roi Baudouin, Bruxelles, Belgique                     | Israël                               | V 3 - 1                              | Éliminatoires de l'Euro 2016            | Zénith Saint-Pétersbourg             | Entre en jeu à la place de Marouane Fellaini à la 66e minute de jeu.     |
| 65                                   | 13 novembre 2015                     | Stade Roi Baudouin, Bruxelles, Belgique                     | Italie                               | V 3 - 1                              | Match amical                            | Zénith Saint-Pétersbourg             | Titulaire.                                                               |
| 66                                   | 29 mars 2016                         | Stade Dr. Magalhães Pessoa, Leiria, Portugal                | Portugal                             | D 1 - 2                              | Match amical                            | Zénith Saint-Pétersbourg             | Titulaire et capitaine.                                                  |
| 67                                   | 28 mai 2016                          | Stade de Genève, Carouge, Suisse                            | Suisse                               | V 2 - 1                              | Match amical                            | Zénith Saint-Pétersbourg             | Titulaire.                                                               |
| 68                                   | 1er juin 2016                        | Stade Roi Baudouin, Bruxelles, Belgique                     | Finlande                             | N 1 - 1                              | Match amical                            | Zénith Saint-Pétersbourg             | Titulaire.                                                               |
| 69                                   | 5 juin 2016                          | Stade Roi Baudouin, Bruxelles, Belgique                     | Norvège                              | V 3 - 2                              | Match amical                            | Zénith Saint-Pétersbourg             | Titulaire, remplacé par Marouane Fellaini à la 57e minute de jeu.        |
| 70                                   | 13 juin 2016                         | Parc Olympique lyonnais, Décines-Charpieu, France           | Italie                               | D 0 - 2                              | Euro 2016                               | Zénith Saint-Pétersbourg             | Titulaire.                                                               |
| 71                                   | 18 juin 2016                         | Matmut Atlantique, Bordeaux, France                         | République d'Irlande                 | V 3 - 0                              | Euro 2016                               | Zénith Saint-Pétersbourg             | Titulaire et buteur.                                                     |
| 72                                   | 22 juin 2016                         | Allianz Riviera, Nice, France                               | Suède                                | V 1 - 0                              | Euro 2016                               | Zénith Saint-Pétersbourg             | Titulaire, écope d'un carton jaune à la 45e minute de jeu.               |
| 73                                   | 26 juin 2016                         | Stadium de Toulouse, Toulouse, France                       | Hongrie                              | V 4 - 0                              | Euro 2016                               | Zénith Saint-Pétersbourg             | Titulaire.                                                               |
| 74                                   | 1er juillet 2016                     | Stade Pierre-Mauroy, Villeneuve-d'Ascq, France              | Pays de Galles                       | D 1 - 3                              | Euro 2016                               | Zénith Saint-Pétersbourg             | Titulaire.                                                               |
| 75                                   | 1er septembre 2016                   | Stade Roi Baudouin, Bruxelles, Belgique                     | Espagne                              | D 0 - 2                              | Match amical                            | Zénith Saint-Pétersbourg             | Titulaire.                                                               |
| 76                                   | 6 septembre 2016                     | Stade GSP, Nicosie, Chypre                                  | Chypre                               | V 3 - 0                              | Éliminatoires de la Coupe du monde 2018 | Zénith Saint-Pétersbourg             | Titulaire.                                                               |
| 77                                   | 7 octobre 2016                       | Stade Roi Baudouin, Bruxelles, Belgique                     | Bosnie-Herzégovine                   | V 4 - 0                              | Éliminatoires de la Coupe du monde 2018 | Zénith Saint-Pétersbourg             | Titulaire.                                                               |
| 78                                   | 10 octobre 2016                      | Stade de l'Algarve, Faro, Portugal                          | Gibraltar                            | V 6 - 0                              | Éliminatoires de la Coupe du monde 2018 | Zénith Saint-Pétersbourg             | Titulaire et buteur.                                                     |
| 79                                   | 9 novembre 2016                      | Amsterdam Arena, Amsterdam, Pays-Bas                        | Pays-Bas                             | N 1 - 1                              | Match amical                            | Zénith Saint-Pétersbourg             | Titulaire.                                                               |
| 80                                   | 13 novembre 2016                     | Stade Roi Baudouin, Bruxelles, Belgique                     | Estonie                              | V 8 - 1                              | Éliminatoires de la Coupe du monde 2018 | Zénith Saint-Pétersbourg             | Titulaire, remplacé par Timmy Simons à la 88e minute de jeu.             |
| 81                                   | 25 mars 2017                         | Stade Roi Baudouin, Bruxelles, Belgique                     | Grèce                                | N 1 - 1                              | Éliminatoires de la Coupe du monde 2018 | Tianjin Quanjian                     | Titulaire, écope d'un carton jaune à la 73e minute de jeu.               |
| 82                                   | 28 mars 2017                         | Stade olympique Ficht, Sotchi, Russie                       | Russie                               | N 3 - 3                              | Match amical                            | Tianjin Quanjian                     | Entre en jeu à la place de Youri Tielemans à la 66e minute de jeu.       |
| 83                                   | 9 juin 2017                          | A. Le Coq Arena, Tallinn, Estonie                           | Estonie                              | V 2 - 0                              | Éliminatoires de la Coupe du monde 2018 | Tianjin Quanjian                     | Titulaire.                                                               |
| 84                                   | 31 août 2017                         | Stade Maurice-Dufrasne, Liège, Belgique                     | Gibraltar                            | V 9 - 0                              | Éliminatoires de la Coupe du monde 2018 | Tianjin Quanjian                     | Titulaire et buteur, expulsé à la 40e minute de jeu.                     |
| 85                                   | 10 octobre 2017                      | Stade Roi Baudouin, Bruxelles, Belgique                     | Chypre                               | V 4 - 0                              | Éliminatoires de la Coupe du monde 2018 | Tianjin Quanjian                     | Titulaire.                                                               |
| 86                                   | 10 novembre 2017                     | Stade Roi Baudouin, Bruxelles, Belgique                     | Mexique                              | N 3 - 3                              | Match amical                            | Tianjin Quanjian                     | Titulaire.                                                               |
| 87                                   | 14 novembre 2017                     | Stade Jan-Breydel, Bruges, Belgique                         | Japon                                | V 1 - 0                              | Match amical                            | Tianjin Quanjian                     | Titulaire, remplacé par Steven Defour à la 84e minute de jeu.            |
| 88                                   | 27 mars 2018                         | Stade Roi Baudouin, Bruxelles, Belgique                     | Arabie saoudite                      | V 4 - 0                              | Match amical                            | Tianjin Quanjian                     | Titulaire.                                                               |
| 89                                   | 6 juin 2018                          | Stade Roi Baudouin, Bruxelles, Belgique                     | Égypte                               | V 3 - 0                              | Match amical                            | Tianjin Quanjian                     | Titulaire, remplacé par Marouane Fellaini à la 46e minute de jeu.        |
| 90                                   | 11 juin 2018                         | Stade Roi Baudouin, Bruxelles, Belgique                     | Costa Rica                           | V 4 - 1                              | Match amical                            | Tianjin Quanjian                     | Titulaire.                                                               |
| 91                                   | 18 juin 2018                         | Stade olympique Ficht, Sotchi, Russie                       | Panama                               | V 3 - 0                              | Coupe du monde 2018                     | Tianjin Quanjian                     | Titulaire, remplacé par Nacer Chadli à la 90e minute de jeu.             |
| 92                                   | 23 juin 2018                         | Otkrytie Arena, Moscou, Russie                              | Tunisie                              | V 5 - 2                              | Coupe du monde 2018                     | Tianjin Quanjian                     | Titulaire.                                                               |
| 93                                   | 2 juillet 2018                       | Rostov Arena, Rostov-sur-le-Don, Russie                     | Japon                                | V 3 - 2                              | Coupe du monde 2018                     | Tianjin Quanjian                     | Titulaire.                                                               |
| 94                                   | 6 juillet 2018                       | Kazan Arena, Kazan, Russie                                  | Brésil                               | V 2 - 1                              | Coupe du monde 2018                     | Tianjin Quanjian                     | Titulaire.                                                               |
| 95                                   | 10 juillet 2018                      | Zenit Arena, Saint-Pétersbourg, Russie                      | France                               | D 0 - 1                              | Coupe du monde 2018                     | Tianjin Quanjian                     | Titulaire.                                                               |
| 96                                   | 14 juillet 2018                      | Zenit Arena, Saint-Pétersbourg, Russie                      | Angleterre                           | V 2 - 0                              | Coupe du monde 2018                     | Tianjin Quanjian                     | Titulaire, écope d'un carton jaune à la 93e minute de jeu.               |
| 97                                   | 11 septembre 2018                    | Laugardalsvöllur, Reykjavik, Islande                        | Islande                              | V 3 - 0                              | Ligue des nations 2018-2019             | Borussia Dortmund                    | Titulaire.                                                               |
| 98                                   | 12 octobre 2018                      | Stade Roi Baudouin, Bruxelles, Belgique                     | Suisse                               | V 2 - 1                              | Ligue des nations 2018-2019             | Borussia Dortmund                    | Titulaire.                                                               |
| 99                                   | 16 octobre 2018                      | Stade Roi Baudouin, Bruxelles, Belgique                     | Pays-Bas                             | N 1 - 1                              | Match amical                            | Borussia Dortmund                    | Titulaire.                                                               |
| 100                                  | 15 novembre 2018                     | Stade Roi Baudouin, Laeken, Belgique                        | Islande                              | V 2 - 0                              | Ligue des nations 2018-2019             | Borussia Dortmund                    | Titulaire.                                                               |
| 101                                  | 18 novembre 2018                     | Luzern Arena, Lucerne, Suisse                               | Suisse                               | D 2 - 5                              | Ligue des nations 2018-2019             | Borussia Dortmund                    | Titulaire.                                                               |
| 102                                  | 8 juin 2019                          | Stade Roi Baudouin, Bruxelles, Belgique                     | Kazakhstan                           | V 3 - 0                              | Éliminatoires de l'Euro 2020            | Borussia Dortmund                    | Titulaire.                                                               |
| 103                                  | 11 juin 2019                         | Stade Roi Baudouin, Bruxelles, Belgique                     | Écosse                               | V 3 - 0                              | Éliminatoires de l'Euro 2020            | Borussia Dortmund                    | Titulaire.                                                               |
| 104                                  | 13 octobre 2019                      | Astana Arena, Noursoultan, Kazakhstan                       | Kazakhstan                           | V 2 - 0                              | Éliminatoires de l'Euro 2020            | Borussia Dortmund                    | Titulaire, écope d'un carton jaune à la 82e minute de jeu.               |
| 105                                  | 16 novembre 2019                     | Gazprom Arena, Saint-Pétersbourg, Russie                    | Russie                               | V 4 - 1                              | Éliminatoires de l'Euro 2020            | Borussia Dortmund                    | Titulaire.                                                               |
| 106                                  | 5 septembre 2020                     | Parken Stadium, Copenhague, Danemark                        | Danemark                             | V 2 - 0                              | Ligue des nations 2020-2021             | Borussia Dortmund                    | Titulaire.                                                               |
| 107                                  | 8 septembre 2020                     | Stade Roi Baudouin, Bruxelles, Belgique                     | Islande                              | V 5 - 1                              | Ligue des nations 2020-2021             | Borussia Dortmund                    | Titulaire et buteur.                                                     |
| 108                                  | 11 octobre 2020                      | Stade de Wembley, Londres, Angleterre                       | Angleterre                           | D 1 - 2                              | Ligue des nations 2020-2021             | Borussia Dortmund                    | Titulaire.                                                               |
| 109                                  | 14 octobre 2020                      | Laugardalsvöllur, Reykjavik, Islande                        | Islande                              | V 2 - 1                              | Ligue des nations 2020-2021             | Borussia Dortmund                    | Titulaire, écope d'un carton jaune à la 85e minute de jeu.               |
| 110                                  | 15 novembre 2020                     | Stade Den Dreef, Louvain, Belgique                          | Angleterre                           | V 2 - 0                              | Ligue des nations 2020-2021             | Borussia Dortmund                    | Titulaire, écope d'un carton jaune à la 44e minute de jeu.               |
| 111                                  | 17 juin 2021                         | Parken Stadium, Copenhague, Danemark                        | Danemark                             | V 2 - 1                              | Euro 2020                               | Borussia Dortmund                    | Entre en jeu à la place de Leander Dendoncker à la 59e minute de jeu.    |
| 112                                  | 21 juin 2021                         | Gazprom Arena, Saint-Pétersbourg, Russie                    | Finlande                             | V 2 - 0                              | Euro 2020                               | Borussia Dortmund                    | Titulaire.                                                               |
| 113                                  | 27 juin 2021                         | Stade La Cartuja, Séville, Espagne                          | Portugal                             | V 1 - 0                              | Euro 2020                               | Borussia Dortmund                    | Titulaire.                                                               |
| 114                                  | 2 juillet 2021                       | Allianz Arena, Munich, Allemagne                            | Italie                               | D 1 - 2                              | Euro 2020                               | Borussia Dortmund                    | Titulaire.                                                               |
| 115                                  | 2 septembre 2021                     | A. Le Coq Arena, Tallinn, Estonie                           | Estonie                              | V 5 - 2                              | Éliminatoires de la Coupe du monde 2022 | Borussia Dortmund                    | Titulaire et buteur.                                                     |
| 116                                  | 5 septembre 2021                     | Stade Roi Baudouin, Bruxelles, Belgique                     | Tchéquie                             | V 3 - 0                              | Éliminatoires de la Coupe du monde 2022 | Borussia Dortmund                    | Titulaire, écope d'un carton jaune à la 71e minute de jeu.               |
| 117                                  | 7 octobre 2021                       | Juventus Stadium, Turin, Italie                             | France                               | D 2 - 3                              | Ligue des nations 2020-2021             | Borussia Dortmund                    | Titulaire.                                                               |
| 118                                  | 10 octobre 2021                      | Juventus Stadium, Turin, Italie                             | Italie                               | D 1 - 2                              | Ligue des nations 2020-2021             | Borussia Dortmund                    | Titulaire, écope d'un carton jaune à la 56e minute de jeu.               |
| 119                                  | 13 novembre 2021                     | Stade Roi Baudouin, Bruxelles, Belgique                     | Estonie                              | V 3 - 1                              | Éliminatoires de la Coupe du monde 2022 | Borussia Dortmund                    | Titulaire.                                                               |
| 120                                  | 16 novembre 2021                     | Cardiff City Stadium, Cardiff, Pays de Galles               | Pays de Galles                       | N 1 - 1                              | Éliminatoires de la Coupe du monde 2022 | Borussia Dortmund                    | Titulaire.                                                               |
| 121                                  | 3 juin 2022                          | Stade Roi Baudouin, Bruxelles, Belgique                     | Pays-Bas                             | D 1 - 4                              | Ligue des nations 2022-2023             | Borussia Dortmund                    | Titulaire, remplacé par Michy Batshuayi à la 67e minute de jeu.          |
| 122                                  | 8 juin 2022                          | Stade Roi Baudouin, Bruxelles, Belgique                     | Pologne                              | V 6 - 1                              | Ligue des nations 2022-2023             | Borussia Dortmund                    | Titulaire et buteur, remplacé par Wout Faes à la 84e minute de jeu.      |
| 123                                  | 11 juin 2022                         | Cardiff City Stadium, Cardiff, Pays de Galles               | Pays de Galles                       | N 1 - 1                              | Ligue des nations 2022-2023             | Borussia Dortmund                    | Titulaire, remplacé par Loïs Openda à la 93e minute de jeu.              |
| 124                                  | 14 juin 2022                         | Stade national, Varsovie, Pologne                           | Pologne                              | V 1 - 0                              | Ligue des nations 2022-2023             | Borussia Dortmund                    | Titulaire, remplacé par Hans Vanaken à la 46e minute de jeu.             |
| 125                                  | 22 septembre 2022                    | Stade Roi Baudouin, Bruxelles, Belgique                     | Pays de Galles                       | V 2 - 1                              | Ligue des nations 2022-2023             | Club Atlético de Madrid              | Titulaire.                                                               |
| 126                                  | 25 septembre 2022                    | Johan Cruyff Arena, Amsterdam, Pays-Bas                     | Pays-Bas                             | D 0 - 1                              | Ligue des nations 2022-2023             | Club Atlético de Madrid              | Titulaire.                                                               |
| 127                                  | 18 novembre 2022                     | Stade international Jaber Al-Ahmad (en), Koweït, Koweït     | Égypte                               | D 1 - 2                              | Match amical                            | Club Atlético de Madrid              | Titulaire.                                                               |
| 128                                  | 23 novembre 2022                     | Stade Ahmed-ben-Ali, Al Rayyan, Qatar                       | Canada                               | V 1 - 0                              | Coupe du monde 2022                     | Club Atlético de Madrid              | Titulaire.                                                               |
| 129                                  | 27 novembre 2022                     | Stade d'Al-Thumama, Doha, Qatar                             | Maroc                                | D 0 - 2                              | Coupe du monde 2022                     | Club Atlético de Madrid              | Titulaire.                                                               |
| 130                                  | 1er décembre 2022                    | Stade Ahmed-ben-Ali, Al Rayyan, Qatar                       | Croatie                              | N 0 - 0                              | Coupe du monde 2022                     | Club Atlético de Madrid              | Titulaire.                                                               |
| 131                                  | 5 juin 2024                          | Stade Roi Baudouin, Bruxelles, Belgique                     | Monténégro                           | V 2 - 0                              | Match amical                            | Club Atlético de Madrid              | Entre en jeu à la place de Wout Faes à la 46e minute de jeu.             |
| 132                                  | 8 juin 2024                          | Stade Roi Baudouin, Bruxelles, Belgique                     | Luxembourg                           | V 3 - 0                              | Match amical                            | Club Atlético de Madrid              | Titulaire, remplacé par Aster Vranckx à la 46e minute de jeu.            |

### Buts internationaux
| Buts internationaux d'Axel Witsel, | Buts internationaux d'Axel Witsel, | Buts internationaux d'Axel Witsel,      | Buts internationaux d'Axel Witsel, | Buts internationaux d'Axel Witsel, | Buts internationaux d'Axel Witsel,      | Buts internationaux d'Axel Witsel, | Buts internationaux d'Axel Witsel, | Buts internationaux d'Axel Witsel, | Buts internationaux d'Axel Witsel, |
| #                                  | Date                               | Lieu                                    | Adversaire                         | Résultat                           | Compétition                             | Détail                             | Détail                             | Détail                             | Cape                               |
| ---------------------------------- | ---------------------------------- | --------------------------------------- | ---------------------------------- | ---------------------------------- | --------------------------------------- | ---------------------------------- | ---------------------------------- | ---------------------------------- | ---------------------------------- |
| 1                                  | 26 mars 2008                       | Stade Roi Baudouin, Bruxelles, Belgique | Maroc                              | D 1 - 4                            | Match amical                            | 50e                                | de la tête                         | 1-2                                | 1re                                |
| 2                                  | 17 novembre 2009                   | Stade Louis-Dugauguez, Sedan, France    | Qatar                              | V 2 - 0                            | Match amical                            | 20e                                | de la tête                         | 0-1                                | 10e                                |
| 3                                  | 9 février 2011                     | Stade Jules-Otten, Gand, Belgique       | Finlande                           | N 1 - 1                            | Match amical                            | 61e                                | du pied droit                      | 1-0                                | 16e                                |
| 4                                  | 25 mars 2011                       | Stade Ernst-Happel, Vienne, Autriche    | Autriche                           | V 2 - 0                            | Éliminatoires de l'Euro 2012            | 6e                                 | de la tête                         | 0-1                                | 17e                                |
| 5                                  | 25 mars 2011                       | Stade Ernst-Happel, Vienne, Autriche    | Autriche                           | V 2 - 0                            | Éliminatoires de l'Euro 2012            | 50e                                | du pied gauche                     | 0-2                                | 17e                                |
| 6                                  | 4 septembre 2014                   | Stade Maurice-Dufrasne, Liège, Belgique | Australie                          | V 2 - 0                            | Match amical                            | 77e                                | du pied gauche                     | 2-0                                | 52e                                |
| 7                                  | 18 juin 2016                       | Matmut Atlantique, Bordeaux, France     | République d'Irlande               | V 3 - 0                            | Euro 2016                               | 61e                                | de la tête                         | 2-0                                | 69e                                |
| 8                                  | 10 octobre 2016                    | Stade de l'Algarve, Faro, Portugal      | Gibraltar                          | V 6 - 0                            | Éliminatoires de la Coupe du monde 2018 | 19e                                | du pied droit                      | 0-2                                | 76e                                |
| 9                                  | 31 août 2017                       | Stade Maurice-Dufrasne, Liège, Belgique | Gibraltar                          | V 9 - 0                            | Éliminatoires de la Coupe du monde 2018 | 27e                                | du pied droit                      | 4-0                                | 82e                                |
| 10                                 | 8 septembre 2020                   | Stade Roi Baudouin, Bruxelles, Belgique | Islande                            | V 5 - 1                            | Ligue des nations 2020-2021             | 13e                                | du pied gauche                     | 1-1                                | 105e                               |
| 11                                 | 2 septembre 2021                   | A. Le Coq Arena, Tallinn, Estonie       | Estonie                            | V 5 - 2                            | Éliminatoires de la Coupe du monde 2022 | 65e                                | du pied droit                      | 1-4                                | 113e                               |
| 12                                 | 8 juin 2022                        | Stade Roi Baudouin, Bruxelles, Belgique | Pologne                            | V 6 - 1                            | Ligue des nations 2022-2023             | 42e                                | du pied droit                      | 1-1                                | 120e                               |

## Palmarès

### En club
|  |  | Standard de Liège - Championnat de Belgique (2) : - Champion : 2008 et 2009. - Vice-champion : 2011. - Coupe de Belgique (1) : - Vainqueur : 2011. - Finaliste : 2007. - Supercoupe de Belgique (2) : - Vainqueur : 2008 et 2009. |  | Benfica Lisbonne - Championnat du Portugal : - Vice-champion : 2012. - Coupe de la Ligue (1) : - Vainqueur : 2012. |  | Zénith Saint-Pétersbourg - Championnat de Russie (1) : - Champion : 2015. - Vice-champion : 2013 et 2014. - Coupe de Russie (1) : - Vainqueur : 2016. - Supercoupe de Russie (2) : - Vainqueur : 2015 et 2016. - Finaliste : 2013. |  | Borussia Dortmund - Championnat d'Allemagne : - Vice-champion : 2019, 2020 et 2022. - Coupe d'Allemagne (1) : - Vainqueur : 2021. - Supercoupe d'Allemagne (1) : - Vainqueur : 2019. - Finaliste : 2020 et 2021. |

### En sélections nationales
|  |  | Belgique - Coupe du monde : - Troisième : 2018. - Ligue des nations : - Quatrième : 2021. |

### Distinctions personnelles
- Jeune pro de l'année en 2008.
- Soulier d'or belge en 2008.
- Élu membre de la "125 Years Icons Team" en 2021, la meilleure équipe de tous les temps de l'histoire du football belge (organisé par l'URBSFA).